# 第3.5世代移動通信システム
第3.5世代移動通信システム（だいさんてんごせだいいどうつうしんシステム）とは、第3世代移動通信システム（ITUの定める「IMT-2000」規格）のうち、高速データ通信規格に準拠したものを特に区別する場合に言う。「3.5G」などと表記される。
なお、IMT-2000や公的機関等の公式・正式な用語ではなく、技術分野での一般的な文脈上で用いられる。

## 概論
第3.5世代移動通信システムとは、第3世代移動通信システムを高速データ通信に特化した規格に改良・発展させたもので、EV-DOやHSDPA、HSUPAなどの技術が該当する（下記参照）。
音楽配信や動画などの大容量の高速移動体データ通信を可能とする目的で開発されている。

## 通信規格
- HSPA (HSDPA/HSUPA) 、DC-HSDPA、HSPA+
- CDMA2000 1xEV-DO (EV-DO Rel.0/Rev.A) 、CDMA2000 1xEV-DO Rev.B（EV-DO Rev.Bのサブセット版にあたるEV-DO MC-Rev.Aを含む）

## 日本の状況
- 2003年11月28日:KDDI/沖縄セルラー電話連合（以下、au）がCDMA 1X WIN（のちau 3Gに改称。CDMA2000 1x EV-DO Rel.0方式）開始。下り最大2.4Mbps。
- 2006年8月31日:NTTドコモがFOMAハイスピード（HSDPA方式）開始。下り最大速度3.6Mbps。
- 2006年10月14日:ソフトバンクモバイルが3G ハイスピード（HSDPA方式）開始。
- 2006年12月13日:auがCDMA 1X WINにおいてCDMA2000 1xEV-DO Rev.A方式のサービス開始。下り最高3.1Mbps、上り最高1.8Mbps。
- 2007年3月31日:イー・モバイルがHSDPA商用サービス開始。下り最大速度3.6Mbps。
- 2007年12月12日：イー・モバイルがHSDPAを下り最大速度7.2Mbpsに高速化。
- 2008年4月1日：NTTドコモがHSDPAを下り最大速度7.2Mbpsに高速化。
- 2008年11月：ソフトバンクモバイルが下り最大速度7.2Mbpsに高速化。
- 2008年11月20日：イー・モバイルがHSUPA商用サービス開始。上り最大速度1.4Mbps。
- 2009年4月17日：イー・モバイルがHSUPAを上り最大5.8Mbpsに高速化。
- 2009年6月26日：NTTドコモがHSUPA商用サービス開始。上り最大5.7Mbps。
- 2009年7月24日：イー・モバイルがHSPA+商用サービス開始。下り最高21Mbps。
- 2010年10月：auが WIN HIGH SPEED (CDMA2000 1xEV-DO MC-Rev.A) 開始。下り最高9.2Mbps、上り最高5.5Mbps（ただし一部地域は下り最高6.2Mbps、上り最高3.6Mbpsとなる）。
  - ほかに、2009年〜2010年頃にau（KDDI/沖縄セルラー電話）がCDMA 1X WINにおいてCDMA2000 1xEV-DO Rev.B方式のサービスを検討していたが、のちに次世代携帯電話の通信方式としてFDD-LTEを導入することを表明したため、それまで検討中であったRev.B方式のサービス導入は事実上取りやめとなり、代わりにRev.B方式のサブセット版にあたるMC-Rev.Aに引き継がれる事となった[1]。
- 2010年12月3日：イー・モバイルが EMOBILE G4 (DC-HSDPA、HSPA+を含む)開始。下り最高42Mbps。
- 2011年2月25日：ソフトバンクモバイルが ULTRA SPEED (DC-HSDPA、HSPA+を含む）開始。下り最大42Mbps。